# Mussolini: The Untold Story
Mussolini: The Untold Story è una miniserie televisiva biografica statunitense girata in Jugoslavia e andata in onda sulla NBC dal 24 al 26 novembre 1985.
Il soggetto della miniserie è basato sulle memorie di Vittorio Mussolini. La miniserie ha seguito l'ascesa, il governo e la caduta del dittatore italiano Benito Mussolini, qui interpretato da George C. Scott.
Pur essendo a carattere storico, la miniserie si concentra maggiormente sulla vita privata del Duce, mostrando in particolare il rapporto che legava Mussolini alla sua famiglia e alla amante Claretta Petacci, interpretata da Virginia Madsen.
Mussolini: The Untold Story, che non è stato distribuito in Italia, ha ottenuto due nomination ai Primetime Emmy Awards del 1986 come miglior montaggio a camera singola e miglior mixaggio del suono nelle miniserie tv.

## Trama
(Tagline della miniserie)
La trama inizia nel 1922, quando Mussolini ottiene il potere a seguito della marcia su Roma. Presentandosi come un novello Giulio Cesare, il Duce ottiene un certo consenso in tutta la nazione raggiunge l'apice dopo l'invasione italiana dell'Abissinia (Etiopia) nel 1935. Tre anni dopo, Mussolini sembrò il salvatore della pace durante la conferenza di Monaco, ma in realtà si era precedentemente accordato con Adolf Hitler. Il dittatore trascinò l'Italia nella seconda guerra mondiale, che portò al declino del suo paese, alla caduta del suo governo e infine alla morte per sé e per la Petacci.

## Errori storici
Oltre a riproporre il mito secondo cui "con Mussolini i treni partivano in orario", nella miniserie sono presenti due errori storici, entrambi connessi alla tragica morte di Bruno Mussolini. Nella miniserie, il figlio del duce perde la vita in un incidente aereo avvenuto nel 1938, poco prima del conferenza di Monaco - per cui il suo ruolo nella guerra civile spagnola e nel secondo conflitto mondiale è completamente omesso - mentre in realtà egli morì il 7 agosto del 1941; inoltre, il sinistro viene presentato come se l'aereo fosse stato avvolto da una palla di fuoco causata da un'esplosione, quando invece fu causato da un calo di potenza del motore che lo costrinse a schiantarsi sul terreno.

## Censura
Nella versione distribuita in Gran Bretagna è stata tagliata la scena in cui Mussolini stupra sulla sua scrivania una giornalista del London Herald, Mrs. Thompson.

## Critica
La miniserie ha ricevuto critiche generalmente sfavorevoli.
Il critico cinematografico Howard Rosenberg recensì negativamente Mussolini: The Untold Story sulle colonne del Los Angeles Times: a suo dire, la miniserie era "sdolcinata" poiché troppo occupata a concentrarsi sugli aspetti privati e scandalistici della vita del Duce, facendola assomigliare più a Dynasty che a un documentario storico; anche il modo in cui il dittatore venne raffigurato era, per Rosenberg, troppo benevolo: Mussolini infatti appare "una figura tragica e persino un po' eroica che si sacrifica piuttosto che mettere in pericolo gli altri".
Anche Bill Kelley sul Sun Sentinel criticò la serie, stigmatizzando l'interpretazione degli attori - con la parziale eccezione di Scott - e pronosticando che difficilmente gli spettatori avrebbe continuato a seguire lo spettacolo dopo la prima puntata.
John J. O'Connor del New York Times disse ironicamente che Mussolini: The Untold Story - così come la quasi contemporanea Io e il duce - aveva il sapore della salsiccia italiana: troppo piccante. Nel suo articolo, O'Connor si rammaricò perché da uno sceneggiatore valido come Stirling Silliphant "ci si poteva aspettare di più".
Ancor più duro fu Tom Shales sul Washington Post, che definì la serie "insulsa" e "stupida" e biasimò regista e sceneggiatore per non aver saputo approfondire psicologicamente la figura di Mussolini